# Vierpolders
Vierpolders (51° 53′ N, 4° 11′ L) é uma cidade dos Países Baixos, na província de Holanda do Sul. Vierpolders pertence ao município de Brielle, e está situada a 5 km, a norte de Hellevoetsluis.
Em 2001, a cidade de Vierpolders tinha 993 habitantes. A área urbana da cidade é de 0.21 km², e tem 397 residências.
A área de Vierpolders, que também inclui as partes periféricas da cidade, bem como a zona rural circundante, tem uma população estimada em 1740 habitantes.